# Masō Gakuen H × H
Masōu Gakuen H×H (魔装学園H×H Masō Gakuen Haiburiddo Hāto?) es una serie de novelas ligeras escritas por Masamune Kuji e ilustradas por Hisasi. Riku Una adaptación a manga también es publicada en la revista Comp Ace de Kadokawa. Una adaptación a anime se emitió entre el 5 de julio y el 21 de septiembre de 2016.

## Argumento
La serie se centra en Kizuna Hida, quien tiene la habilidad de "potenciar" chicas entrando en actividades lascivas con ellas. Su habilidad prueba ser crítica, ya que el y los otros miembros de la academia de defensa Ataraxia se encuentran metidos en una guerra con otro mundo.

## Personajes

### Ataraxia

#### Amaterasu
Kizuna Hida (飛弾 傷無 Hida Kizuna?)
Seiyū: Kenji Akabane
El protagonista principal de la historia. Desde niño, es poseedor del primer Heart Hybrid Gear implantado en una persona, "Eros", el cual pertenece a la serie "Ros". En su estancia en Ataraxia, fue nombrado capitán del equipo de elite "Amaterasu", ya que se considera que posee una baja habilidad ofensiva. A lo largo de la historia, su relación con las demás heroínas mejora considerablemente, llegando al punto de ser amado por todas las poseedoras de núcleos, tanto en Lemuria como en Vatlantis. Al avanzar la historia su madre le encomienda la tarea de hacer la reinstalación del núcleo en cada una de las heroínas de la serie, siendo esto llevado a cabo mediante el Corazón Híbrido. Su Engranaje obtiene la habilidad de copiar los poderes de otros tras realizar el Corazón Híbrido, llegando a ser uno de los personajes más poderosos dentro de la serie. En la pelea contra Thanatos es asesinado por esta, viéndose obligado a hacer el Clímax Híbrido con Osiris para poder lograr que su alma recuperara el control sobre su cuerpo, el cual había sido reparado por Odín. Luego de revivir, escoge a Aine para ser su compañera en el Clímax Híbrido definitivo  en el cual lograría obtener el poder suficiente para derrotar a Thanatos. Luego de derrotar a Thanatos y regresar a Lemuria, se le encomienda la tarea de realizar el Clímax Híbrido con todas las poseedoras de núcleo (su hermana incluida) con el objetivo de dejarlas embarazadas para que sus núcleos fuesen expulsados por su cuerpo de forma natural, siendo una tarea difícil puesto que la mayor parte de los fluidos liberados en el acto se convierten en energía, la cual es absorbida por los engranajes. Su rutina diaria cambia por completo y la mayor parte del tiempo se encuentra realizando el Clímax Híbrido con alguna heroína,por lo general este personaje se centra en buscar a su madre se puede notar durante toda la serie que el esta preocupado por su madre hasta que la ve renuevo pero ella ahora estaba en el lado enemigo  .
Aine Chidorigafuchi (千鳥ヶ淵 愛音 Chidorigafuchi Aine?) / Ainess Synclavia (アイネス・シンクラヴィア Ainesu Shinkuravia?)
Seiyū: Akari Kageyama
Una de las principales heroínas de la historia y miembro de "Amaterasu". Ella fue encontrada en Chidorigafuchi, Tokio, sin tener ningún recuerdo de su familia ni de sí misma, salvo su nombre. Su Heart Hybrid Gear perteneciente a la serie "Ros" es "Zeros", el cual le da una fuerza física incomparable, pero, no posee ningún arma de larga distancia. Su verdadera identidad es la de la princesa del Imperio Vatlantis, Ainess Synclavia. Al finalizar la serie renuncia a su puesto como emperatriz y regrasa junto a Kizuna y los otros a Lemuria, donde pasa sus días realizando el Clímax Híbrido con Kizuna para poder perder su núcleo y entregárselo a la nueva generación.
Yurishia Farandole (ユリシア・ファランドール Yurishia Farandōru?)
Seiyū: Chinatsu Akasaki
Una de las principales heroínas de la historia y miembro de "Amaterasu". Una chica de carácter frío y masoquista pero a la vez protector y sociable, quien tiene una relación muy cercana con Kizuna. Su Heart Hybrid Gear perteneciente a la serie "Ros" es "Cross", el cual posee una gran cantidad de armamentos con enormes poderes destructivos, pero, no tiene control sobre estas armas y todas son de corto alcance. En el pasado, era miembro del equipo de elite estadounidense, "Masters".
Hayuru Himekawa (姫川 ハユル Himekawa Hayuru?)
Seiyū: Juri Nagatsuma
Una de las principales heroínas de la historia y miembro de "Amaterasu". La líder del comité de moral y la número 1 de Japón. Su Heart Hybrid Gear perteneciente a la serie "Ross" es "Neros", el cual le da un arma de 8 filos los cuales puede manipular con la mente, la apariencia de esta arma combinada a la de su armadura hacen que Hayuru parezca un samurái del periodo Edo.
Sylvia Silkcut (シルヴィア・シルクカット Shiruvia Shirukukatto?)
Seiyū: Hina Kino
Una de las principales heroínas de la historia y la miembro más joven de "Amaterasu". Ella es la autoproclamada líder y única miembro del "Escuadrón Kizuna", una subdivisión de "Amaterasu" cuyo único propósito es servir a Kizuna, principalmente haciendo sus tareas del hogar como cocinarle. Su Heart Hybrid Gear y último miembro de la serie "Ros" es "Taros", el cual convierte una de sus manos en un cañón y la otra en un martillo, dándole un inmenso poder ofensivo que rivaliza al de Yurishia. Desarrolla una fuerte amistad con Raggrus, hasta el punto en que rompe en llanto al saber que no podrían volverse a ver luego de que ambas regresaran a sus respectivos mundos, situación que se resuelve cuando Raggrus toma la decisión de permanecer junto a ella y vivir en Lemuria. Aunque no se habla mucho de ello, posee fuertes sentimientos hacia Kizuna, llegando al punto de desear realizar el Clímax Híbrido no para perder su núcleo, sino por el simple hecho de desear tener hijos con él.

#### Otros
Reiri Hida (飛弾 怜悧 Hida Reiri?)
Seiyū: Rika Kinugawa
La hermana mayor de Kizuna y la directora de Ataraxia. Ella se preocupa enormemente por los estudiantes de Ataraxia, en especial por los usuarios de la serie "Ross" y aún más por su hermano menor Kizuna. Ella y Kizuna son los únicos que conocen el secreto de los Heart Hybrid Gear de la serie "Ross". En el transcurso de la historia, Reiri obtiene su propio Engranaje Híbrido llamado "Zecros", siendo este el único en su clase en ser creado por Nayuta, el cual posee un poder muy por encima al de las demás heroínas. A pesar de ocultarlo, posee complejo de hermano, por lo cual considera a Kizuna como su posesión y en más de una ocasión, trata de arrebatarle a su hermano a las demás heroínas con tal de tenerlo para sí misma. Al terminar la historia, abusa de su poder como directora para obligar a Kizuna a realizar el Clímax Híbrido con ella la mayor parte del tiempo, puesto que desea ser la primera en darle a Nayuta la satisfacción de mostrarle el rostro de su primer nieto, aunque también lo hace por deseo propio.
Kei Shikina (識名 京 Shikina Kei?)
Seiyū: Iori Nomizu
Directora del laboratorio y jefa en ingeniería. Es la mejor amiga de reiri. Suele ser muy callada y por alguna razón se comunica siempre a través de un sintetizador de voz. Las únicas veces que ella suele usar su voz y hablar con normalidad es cuando está unic y exclusivamente a solas con Reiri.
Saki Sakisaka (崎坂 早紀 Sakisaka Saki?)
Momo Kurumizawa (胡桃沢 桃 Kurumizawa Momo?)
Seiyū: Kazusa Aranami
La estudiante de elite del departamento de ingeniería.

#### Masters
Scarlet Fairchild (スカーレット・フェアチャイルド Sukāretto Feachairudo?)
Seiyū: Shizuka Ishigami
Una de las principales heroínas de la historia y la líder de "Masters", el equipo de Heart Hybrid Gear de la megaflota del oeste de Estados Unidos. Su Heart Hybrid Gear es "Ares", y produce un gran número de misiles. En su primera aparición ella parece odiar a Yurishia, por su aparente traición, cuando ella usó a Masters como cebo para debilitar al enemigo y luego derrotar a la amenaza debilitada y llevarse el crédito para ella misma. Sin embargo, Kizuna ayudó a reparar su amistad, por mostrar lo que realmente pasó. Ella y Yurishia, realizaron el Clímax Hybrid con Kizuna, lo cual le permitió usar ambas armas a la vez. Ella es la primera persona que hace el Heart Hybrid que no es miembro de "Amaterasu".
Gertrude Baird (ガートルード・ベアード Gātorūdo Beādo?)
Seiyū: Yamada Yuuki
Una miembro de Masters, ella es severamente dañada durante la batalla con Grabell y es confinada a una silla de ruedas por un largo tiempo, y se convierte en el único usuario de Heart Hybrid Gear que queda en Ataraxia cuando el grupo de Amaterasu y las Masters son capturadas y llevadas a Vatlantis luego de la traicion de Aine. Como Kizuna es el único que logra escapar gracias a una alianza que hace con Gravel, ellos dos terminan juntandose para trabajan juntos después de que ella se cura, y así traer devuelta al resto pues ella es la única chica que posee un Hybrid Gear con poder de ataque. Al principio, le cuesta a Kizuna recargargar energía haciendo el climax hybrid solo con ella debido a que su armadura no pertenece a la serie Ross como las de las chicas de amaterasu o la del mismo Kizuna. Aun así, ella llega a ser de gran ayuda en el proceso de rescate de las chicas de Amaterasu y las Masters cuando se infiltran en Vatlantis. Con el tiempo termina enamorándose de Kizuna, lo cual se puede apreciar luego de la batalla contra Odín. Al final de la historia  se convierte en la entrenadora de los nuevos reclutas de Ataraxia, siendo visitada con frecuencia por Kizuna, quien acude a las prácticas para vigilar el crecimiento de Setsuna.
Brigitte Arkright (ブリジット・アークライト Burijitto Ākuraito?)
Seiyū: Sayaka Horino
Clementine Burrows (クレメンタイン・バロウズ Kurementain Barōzu?)
Sharon Cunningham (シャロン・カニンガム Sharon Kaningamu?)
Layla Hewitt (レイラ・ヒューイット Reira Hyūitto?)
Henrietta (ヘンリエッタ Henrietta?)

### Imperio Vatlantis

#### Realeza
Grace Synclavia (グレイス・シンクラヴィア Gureisu Shinkuravia?)
Es la hermana menor de Aine y la emperatriz interina del Imperio Vatlantis. Su Heart Hybrid Gear es "Koros" siendo uno de los más poderosos gracias a su capacidad de robar la energía de las armaduras mágicas o hybryd gears de otros. Suele ser una hermana muy cariñosa con Aine de tal forma que prácticamente se le puede considerara una "siscon". Cuando ve que Aine le tiene consideración a Kizuna luego de hacerlo prinsionero, comienza a sentir celos. Estos, se ven intensificados al ver que Aine no puede dejar de pensar en él así que termina desarrollando un gran odio hacia Kizuna a tal punto de querer asesinarlo. Sin embargo, con en transcurso de varios eventos, ella termina haciendo el climax hybrid con Kizuna y termina enamorándose de él. Tanto, que quiere volverse su segunda esposa.

#### Guardias
Zelcyone (ゼルシオーネ Zerushiōne?)
Líder de la guardia real de Vatlantis. Es la mano derecha de Grace, así como su guardaespaldas. Al principio de la historia mira a los habitantes de Lemuria como simples formas de vida inferior, lo cual cambia tras conocer a Kizuna. Ella solía sentirse atraída solo hacia las mujeres con quienes entablaba relaciones sado-masoquistas. Debido a su personalidad dominante, suele odiar a los hombres. Aun así, ella termina haciendo el Climax Hybrid con Kizuna para recargar su energía. Al principio odia tener que hacer eso, alegando que le da asco y que es solo por necesidad, tratando brusca y hostilmente a Kizuna en repetidas ocasiones, pero poco a poco ella comienza disfrutarlo y termina desarrollando sentimientos por él. Cada vez que realiza el Corazón Híbrido con Kizuna, suele entrar en un estado de excitación en el que sus sentimientos salen a flote. Más adelante en la historia  se lamenta el hecho de no poder permanecer en Lemuria, puesto que tiene que actuar como la líder de la guardia real de Vatlantis, momento en el que Reiri, se da cuenta de sus sentimientos y le dice que no necesita tener una hermanita mayor, momento en el que Zelcyone sale de la sala para buscar a Kizuna y pedirle que hagan el Clímax Híbrido, acto que obliga a Kizuna a hacer durante toda la noche.
Raggrus (ラグルス Ragurusu?)
Seiyū: Saki Fujita
Miembro de la guardia imperial de Vatlantis. Es considerada como al elemento con mayor fuerza de ataque entre la guardia imperial, lo cual demuestra durante su primera batalla en Lemuria. Durante el último combate en Lemuria, es derrotada por Sylvia, lo cual le provocó amnesia y olvidó su posición como soldado de Vatlantis. Tras perder sus recuerdos, entabla una muy profunda da amistad con Sylvia, hasta el punto de romper en llanto al saber que puede que nunca más se volverían a ver luego de haber vencido a Thanatos, aunque luego toma la decisión de viajar a Lemuria para estar con Sylvia y asegurarse de que Kizuna no haga "cosas pervertidas" con ella. 
Valdy (ヴァルデ Vu~arude?)
Seiyū: Satomi Akesaka
Miembro de la guardia imperial de Vatlantis. Es asignada como guardaespaldas personal de Nayuta, a quien considera como una especie de diosa. Avanzada la historia, y luego de enterarse del verdadero plan de Nayuta, se siente traicionada por parte de ella, cayendo en depresión y mostrándose apagada. Luego es asignada como guardaespaldas personal de Reiri, a quien comienza a ver como una especie de reina y de quien cumple todas sus órdenes. Cuando realiza el Corazón Híbrido con Kizuna, prefiere que este esté trasvestido, puesto que de esa forma siente como si estuviera realizando dicho acto con Reiri, debido al gran parecido de Kizuna con su hermana mayor.
Clayda (クレイダ Kureida?)
Elma (エルマ Eruma?)
Lunlra (ルノーラ Runōra?)
Ramza (ラムザ Ramuza?)
Hyakurath (ハーキュラス Hākyuresu?)
Mercuria (メルクリア Merukuria?)

#### Ejército de Conquista
Gravel (グラベル Guraberu?)
Seiyū: Rumi Okubo
Su Heart Hybrid Gear es "Zoros". Es una soldada del Imperio Vatlantis. Ella tiene una piel bronceada, a diferencia de muchos otros de Vatlantis ella es de otro país, que fue conquistado por Vatlantis. Ella es extremadamente poderosa, y fue la primera en descubrir a Zeros con Aine. Ella trató de recuperar a Zeros, sin éxito porque ella siempre tiene retirarse debido al alto consumo de magia en la Tierra. Ella es eventualmente vencida por Kizuna, que había completado el Clímax Hybrid con Yurishia y Scarlet. Ella es llevada de vuelta a Vatlantis, y torturada por no revelar que Zeros estaba en la Tierra, y reducida a un esclavo de lucha. Más adelante en la historia, decide ayudar a Kizuna en la misión para rescatar a las integrantes de Amaterasu, iniciando así un período de alianza entre ellos, durante el cual ella termina enamorándose de él, hasta el punto de pedirle que realice el Clímax Híbrido con ella para tener un recuerdo inolvidable del tiempo que pasaron juntos.
Aldea (アルディア Arudia?)
Seiyū: Natsumi Yamada
Su Heart Hybrid Gear es "Zeeru" el cual tiene la habilidad de cambiar de forma entre un escudo que le da una gran defensa y una lanza con las cuales tiene la capacidad de manipular el espacio-tiempo y la gravedad. Ella también puede hacer con sus escudos un cubo en el cual puede atrapar a sus enemigos. Posee una relación de amor/rivalidad con Gravel, a la cual considera un oponente digno de arrebatarle la vida, a la vez que, de vez en cuando, realiza actos sexuales con ella. Tras ser derrotada junto a Gravel en Lemuria ella termina siendo convertida en una esclava sexual por Zelcyone, sin embargo gracias a la alianza entre Kizuna y Gravel es rescatada en medio de una huida improvisada. Al principio, ella siente celos de la cercanía que Gavel entabla con Kizuna, pero con el tiempo, termina uniéndose a ellos  en actos sexuales y se convierte en una de sus amantes.

#### Otro Imperio Vatlantis
Nayuta Hida/Thanatos (al finalizar la historia) (飛弾 那由多 Hida Nayuta?)
Seiyū: Mei Satosaki
La madre de Kizuna y Reiri. Ella es la persona que creó los Heart Hybrid Gear, ella le implantó el primer Heart Hybrid Gear en su hijo Kizuna siendo la primera persona en el mundo en tener uno. Luego de revelar su plan, se transforma a sí misma en una diosa de menor relevancia, lo cual es malinterpretado por Kizuna y los demás, siendo considerada como un enemigo y atacada en grupo por los demás. Luego de que Thanatos eliminara ambos mundos, utiliza su poder recién obtenido para recrear el megafloat de Ataraxia, donde altera los recuerdos de todos de forma en que pareciera que todos son estudiantes de Ataraxia. Ella es quien desarrolla los planes para derrotar a las Deus Ex Machina, así como encuentra la forma de retirar los núcleos para poder mejorarlos sin tener que asesinar al propietario. Para el final de la historia, se convierte a sí misma en la nueva Thanatos, para mantener la existencia de los mundos creados por la anterior Thanatos a expensas de perder su identidad como Hida Nayuta. Antes de perder su identidad, es capaz de expresarle a sus hijos sus sentimientos como madre, así como pedirles perdón por la forma en la que los trató en el pasado.
Buren (ビューレン Byūren?)
Maris (マリス Marisu?)

### Valdin
Landred (ランドレッド Randoreddo?)
Reina de Valdin. Cuando Ataraxia es restaurada por el poder de Nayuta, pierde sus recuerdos como reina y pasa a ser la doctora de Ataraxia. Tras vencer a Thanatos, revela que puede haber una manera en que Vatlantis y Lemuria pudieran volver a estar conectados, basándose en los hechos ocurridos a lo largo de la historia.
Luleo (ルレオ Rureo?)
Mora (モーラ Mōra?)

### Deus Ex Machina
Thanatos/Hida Setsuna (al finalizar la historia) (タナトス Tanatosu?)
Líder de Deus Ex Machina. Nació como un intento por parte de los humanos para alcanzar la perfección mediante la tecnología. Fue creada como una supercomputadora, la cual evolucionó con el paso del tiempo y, antes de darse cuenta, provocó la extinción de los humanos que la habían creado. Al haber creado los mundos, se convirtió a sí misma en el soporte para su existencia, lo cual significa que estos colapsarían al ser destruida. Luego de que Nayuta tomara su lugar como Thanatos, su identidad como diosa desaparece, pasando a llamarse Hida Setsuna y adoptando el rol de hija/hermana menor de Kizuna y Reiri.
Odin (オーディン Ōdin?)
Miembro de Deus Ex Machina. Una diosa que obtenía su poder al derrotar a enemigos poderosos. Su fuerza era tal que construyó una arena de combate en su mundo, en la cual los luchadores más fuertes pasaban a luchar contra ella con el objetivo de obtener su fuerza. Debido a su ego, le es imposible ver y reconocer a seres "débiles" siendo esa su mayor debilidad. En su cuerpo se hallan incrustadas cuatro gemas, las cuales le daban el poder de regeneración instantánea, siendo la única forma de vencerla destruir las gemas al mismo tiempo. Al ser derrotada por los esfuerzos en conjunto de Reiri, Kizuna y Gertrude, su personalidad se vuelve más pasiva, hasta el punto de reconocer sus errores como diosa. Ayuda a Kizuna y los demás en la batalla final contra Thanatos, donde "repara" el cuerpo de Kizuna luego de que este fuese asesinado por Thanatos.
Osiris (オシリス Oshirisu?)
Miembro de Deus Ex Machina, ella esclavizó a Yurishia al final del volumen 8. Su mundo es muy parecido al antiguo Egipto, en el habitan máquinas automáticas que simulan ser cada una de las personas que habitaban en ese mundo antes de morir. Al encontrarse con Yurishia cree que se trata de la reencarnación de su hija, por lo que la secuestra y esclaviza, con tal de implantar los recuerdos de su hija en ella. Tras ser derrotada por los miembros de Ataraxia, pide ayuda a Kizuna para devolver a sus seres queridos a la vida y así restaurar su vida de antaño. Luego de que Thanatos asesinara a Kizuna, ella y Odín intervienen en la batalla, siendo ella la encargada de hacer que el alma de Kizuna regresara a su cuerpo que había sido reparado por Odín, para poder revivir a Kizuna, realiza el Clímax Híbrido con él con el propósito de otorgarle la suficiente energía vital como para revivir, lo cual la convierte en la persona con quien Kizuna perdió su virginidad.
Hokuto (ホクト Hokuto?)
Miembro de Deus Ex Machina. Es la primera diosa con la que se enfrentan el grupo de Ataraxia y Vatlantis, suele tener una personalidad muy infantil e iracunda. Su mundo es parecido a un poblado de la china feudal.

## Media

### Novela ligera
Las novelas ligeras son escritas por Masamune Kuji e ilustradas por Hisasi, con los diseños de los mecha por Kurogin. La serie es publicada por la imprenta Kadokawa Sneaker Bunko de Kadokawa. El primer volumen fue publicado en febrero de 2014.

#### Lista de volúmenes
| Núm. | Fecha de publicación    | ISBN                   |
| ---- | ----------------------- | ---------------------- |
| 1    | 1 de febrero de 2014    | ISBN 978-4-04-101200-0 |
| 2    | 1 de junio de 2014      | ISBN 978-4-04-101526-1 |
| 3    | 1 de octubre de 2014    | ISBN 978-4-04-102011-1 |
| 4    | 1 de febrero de 2015    | ISBN 978-4-04-102442-3 |
| 5    | 1 de junio de 2015      | ISBN 978-4-04-102897-1 |
| 6    | 1 de octubre de 2015    | ISBN 978-4-04-102898-8 |
| 7    | 1 de febrero de 2016    | ISBN 978-4-04-103752-2 |
| 8    | 1 de julio de 2016      | ISBN 978-4-04-103753-9 |
| 9    | 1 de septiembre de 2016 | ISBN 978-4-04-104711-8 |
| 10   | 1 de febrero de 2017    | ISBN 978-4-04-104712-5 |
| 11   | 1 de junio de 2017      | ISBN 978-4-04-104713-2 |
| 12   | 1 de noviembre de 2017  | ISBN 978-4-04-105518-2 |
| 13   | 1 de julio de 2018      | ISBN 978-4-04-106027-8 |
| 14   | 1 de septiembre de 2019 | ISBN 978-4-04-108529-5 |

### Manga
Una adaptación a manga con arte de Riku Ayakawa comenzó a serializarse en Monthly Comp Ace de Kadokawa el 26 de junio de 2015.

#### Volúmenes
| Núm. | Fecha de publicación | ISBN                   |
| ---- | -------------------- | ---------------------- |
| 1    | 25 de junio de 2016  | ISBN 978-4-04-104422-3 |
| 2    | 23 de agosto de 2016 | ISBN 978-4-04-104432-2 |
| 3    | 25 de marzo de 2017  | ISBN 978-4-04-105224-2 |

### Anime
Una adaptación a anime por Production IMS fue anunciada en septiembre de 2015, y luego fue confirmado, en su video promocional, que sería una serie de televisión y que se estrenaría en julio de 2016. Es dirigida por Hiroyuki Furukawa, el guion es escrito por Yasutomo Yamada, la música es organizada por Flying Dog, Kana Miyai está a cargo del diseño de los personajes, Masakatsu Oomuro es el director de sonido, el productor de sonido es Masakatsu Ohmuru de Dax Productions. Iori Nomizu interpreta el opening "miele paradiso" (lit. "Dulce Paraíso") y el ending "Chi" (ちッ).
La serie se emitió entre el 5 de julio y el 21 de septiembre de 2016 y fue transmitido en AT-X, Tokyo MX, TV Saitama, Chiba TV, tvk, KBS Kyoto, Sun TV, TVQ, y BS11.

#### Lista de episodios
| Núm. | Título | Fecha de emisión         |
| ---- | --- | ------------------------ |
| 1    | "Academia de defensa estratégica -ATARAXIA-" "Senryaku Bōei Gakuen -ATARAXIA-" (戦略防衛学園 -ATARAXIA-)           | 6 de julio de 2016       |
| 2    | "Conexión renovada -HEART HYBRID-" "Setsuzoku Kaisō -HEART HYBRID-" (接続改装 -HEART HYBRID-)                      | 13 de julio de 2016      |
| 3    | "Días gentiles -MEMORIES-" "Odayakanaru Hibi -MEMORIES-" (穏やかなる日々 -MEMORIES-)                               | 20 de julio de 2016      |
| 4    | "Coronamiento tenovado -CLIMAX HYBRID-" "Zetchō Kaisō -CLIMAX HYBRID-" (絶頂改装 -CLIMAX HYBRID-)                  | 27 de julio de 2016      |
| 5    | "Belleza de la tierra de escombros -BATLANTIS-" "Gareki no Kuni no Bijo -BATLANTIS-" (瓦礫の国の美女 -BATLANTIS-)  | 3 de agosto de 2016      |
| 6    | "Cortador de mundos -GLADIUS-" "Zessei Hadan -GLADIUS-" (絶世破断 -GLADIUS-)                                       | 10 de agosto de 2016     |
| 7    | "La heroína imperial -GRABEL-" "Teikoku no Eiyū -GRABEL-" (帝国の英雄 -GRABEL-)                                    | 17 de agosto de 2016     |
| 8    | "Connective Hybrid -CONNECTIVE HYBRID-" "Konekutibu Haiburiddo -CONNECTIVE HYBRID-" (連結改装 -CONNECTIVE HYBRID-) | 24 de agosto de 2016     |
| 9    | "Festival de la escuela -FIRST LIVE" "Gakuen-sai -FIRST LIVE-" (学園祭 -FIRST LIVE-)                               | 31 de agosto de 2016     |
| 10   | "Víspera de la batalla descisiva -INSTALL-" "Kessen zen'ya -INSTALL-" (決戦前夜 -INSTALL-)                         | 7 de septiembre de 2016  |
| 11   | "Operación tomar devuelta a Tokio -APOCALYPSE-" "Tōkyō Dakkan Sakusen -APOCALYPSE-" (東京奪還作戦 -APOCALYPSE-)    | 14 de septiembre de 2016 |
| 12   | "Aine -AINES-" "Aine -AINES-" (アイネ -AINES-)                                                                     | 21 de septiembre de 2016 |

#### Love Room +
Es una serie de OVAs, que estraran junto a los volúmenes Blu-ray/DVD, conteniendo un episodio cada uno.

##### Lista de episodios
| Núm. | Título | Fecha de emisión         |
| ---- | --- | ------------------------ |
| 1    | "Kunoichi Aine - Ataque furtivo apocalípsis" "Kunoichi Aine Yamiuchi Mokushiroku" (くノ一愛音・闇討ち黙示録)                                  | 30 de septiembre de 2016 |
| 2    | "JAPAN del amor - Flotador de Yurishia" "Ai no JAPAN Furōtonetto Yurishia" (愛のJAPANフロートネットゆりしあ)                                  | 28 de octubre de 2016    |
| 3    | "Gatito ♪ el diario de Hayuru" "Nyan Nyan ♪ Hayuru n Nikki" (にゃんにゃん♪ハユルん日記)                                                       | 25 de noviembre de 2016  |
| 4    | "REIRI&BUNNY" (REIRI&BUNNY) | 21 de diciembre de 2016  |
| 5    | "Sylvia Taros Install (＞_＜)" "Shiruvia Tarosu Insutōru (＞_＜)" (シルヴィア・タロス・インストール (＞_＜))                                  | 27 de enero de 2017      |
| 6    | "Masō Gakuen corre en el caso del incidente del fisgón" "Masō Gakuen Yukemuri ian Ryokō Nozoki mi Jiken" (魔装学園湯けむり慰安旅行覗き見事件) | 24 de febrero de 2017    |